# Pardosa qinhaiensis
Pardosa qinhaiensis là một loài nhện trong họ Lycosidae.
Loài này thuộc chi Pardosa. Pardosa qinhaiensis được Chang-Min Yin et al miêu tả năm 1995..